# 前田バルブ工業
前田バルブ工業株式会社（まえだバルブこうぎょう）は、愛知県名古屋市港区に本社を置く、給水装置の製造・販売を全国で行う企業。

## 会社概要
“暮らしと水をむすぶ…。”をキャッチフレーズにして、止水栓・継手・サドル付分水栓などの給水装置製品、給水管を使用した直結型スプリンクラーを供給している。製品によってはMVKのブランド名で呼ばれることがある。

## 沿革
- 1946年（昭和21年）6月 - 名古屋市中川区東起町において「前田バルブ工業所」として設立[1]。
- 1956年（昭和31年）12月 - 株式会社に組織変更し「前田バルブ工業株式会社」となる[1]。
- 2008年（平成20年）1月 - 本社を名古屋市港区船見町に移転[1]。

## 拠点一覧
- 本社営業所（愛知県名古屋市港区）[2]
- 札幌営業所（北海道札幌市東区）[2]
- 岡山営業所（岡山県岡山市北区）[2]
- 九州営業所（福岡県福岡市博多区）[2]
- 港工場（愛知県名古屋市港区）[2]